# ISM pásmo
ISM pásmo (tzv. bezlicenční pásmo) jsou mezinárodně stanovené části rádiového spektra určené pro průmyslové, vědecké a zdravotnickém použití vyjma telekomunikačního použití (zkratka ISM znamená industrial, scientific and medical). Tyto vyhrazené rádiové frekvence slouží k ohřívání v průmyslu, domácnostech (mikrovlnná trouba) a zdravotnictví (fyzioterapie, chirurgie) a šíří přitom do okolí elektromagnetické rušení, které nelze odstranit a ruší rádiovou komunikaci, a proto nemohou být státem pronajímány (licencované zpoplatněné využití). ISM pásma jsou deklarována jako volná, což znamená že je v nich při použití homologovaného (schváleného) zařízení dovolen telekomunikační provoz bez licenčních poplatků, avšak bez garance proti rušení. V Česku je využívání vymezených kmitočtů umožněno všeobecnými oprávněními, které vydává Český telekomunikační úřad, a které stanovuje konkrétní podmínky – frekvence, výkon (20 dBm = 100 mW), povinná detekce rušení srážkového meteorologického radaru atd). 

## Využití
Historicky k vyhrazení jednotných pásem ISM došlo právě kvůli potřebě regulovat komerční využití a omezit ho jen na určené kmitočty. Především průmysl a medicína úspěšně využívají radiofrekvenční ohřev nebo přenos energie na krátké vzdálenosti.

### Historie
ISM pásmo bylo poprvé zavedeno na Mezinárodní telekomunikační konferenci ITU v Atlantic City v roce 1947. Americká delegace navrhla několik konkrétních frekvenčních pásem, včetně dnes již běžného pásma 2,4 GHz, aby došlo k přizpůsobení tehdy vznikajícímu procesu mikrovlnného ohřevu. Výroční zprávy FCC z té doby však naznačují, že před těmito prezentacemi proběhlo mnoho příprav. Důvodem bylo, že zařízení pro ohřev byla instalována do zaoceánských lodí a letadel a bylo žádoucí dosáhnout v tomto ohledu mezinárodní shody. Rádiové frekvence ISM pásma byly používány pro komunikační účely i přesto, že mohlo docházet k rušení od zařízení, které ke komunikaci nesloužily. Ve Spojených státech bylo již v roce 1958 občanské pásmo třídy D (Citizen Band), služba podle části 95, přiděleno frekvencím, které byly také přiděleny též ISM. Federální komunikační komise (FCC) poprvé zpřístupnila v USA nelicencované rozprostřené spektrum v pásmech ISM v pravidlech přijatých 9. května 1985. Toto opatření FCC navrhl Michael Marcus, zaměstnanec FCC, v roce 1980 a následné vytváření regulačního opatření trvalo dalších pět let. Bylo součástí širšího návrhu na povolení civilního využití technologie rozprostřeného spektra a v té době se proti němu postavili běžní výrobci zařízení a mnoho provozovatelů rádiových systémů.
Mnoho dalších zemí později vytvořilo podobné předpisy, které umožnily celosvětové používání této technologie.

### Ohřev
Příkladem zařízení pracujících s velkými výkony je vysokofrekvenční ohřev a svařování plastických hmot, budiče CO2 laserů nebo prohřívání a hypertermické ošetření tkání. V domácnostech pracuje v ISM pásmu (2,45 GHz) mikrovlnná trouba.

### Komunikace
Protože výkonová zařízení pro radiofrekvenční (RF) ohřev nejsou příliš rozšířená a jejich vyzařování je většinou dosti odstíněné, využívají se tato průmyslová pásma (spolu s dalšími pásmy) i pro komunikační účely – tzv. zařízeními krátkého dosahu (SRD – Short Range Devices), což v Česku umožňuje Český telekomunikační úřad pomocí všeobecného oprávnění VO-R/10. Příkladem SRD jsou RF štítky (RFID) v obchodech i ve výrobě, přenos údajů od bezdrátových teploměrů, požárních hlásičů nebo od čidel vloupání, dálkové ovládání, radarové hlásiče pohybu (24 GHz), přenos obrazu (CCTV) a další. 
Ve venkovských ale i městských oblastech mají velký význam poskytovatelé internetu, kteří provozují WiFi sítě (a obecně sítě WAS/RLAN) pro tzv. připojení poslední míle, v bezlicenčních pásmech 2,4 GHz, 5 GHz, 6 GHz a 60 GHz. Takový způsob využití spektra ale nespadá ani do pásem ISM, ani do zařízení krátkého dosahu, ale pod širokopásmový přenos dat, jehož podmínky jsou upraveny všeobecným oprávněním VO-R/12.
Pro komunikaci M2M (zařízení-zařízení, někdy překládáno také jako "stroj-stroj") nebo internet věcí (IoT) se využívá jak technologie Wi-Fi (WLAN) pro přenos většího objemu dat na krátkou vzdálenost, tak technologie na subgigahertzových pásmech s opačnými vlastnostmi (velký dosah, minimální objem dat, extrémní životnost baterie).
Tato pásma používají např. vysílačky RC modelů apod., vedle těchto využití se využívají také komerčně.

#### Komerční využití
- Bluetooth – pásmo 2,4 GHz
- IEEE 802.11/Wi-Fi – pásmo 2,4 GHz a 5 GHz
- Sigfox, LoRa (169, 433 a 868 MHz)

## Tabulky pásem

### Pásmo 2,4 GHz
Pásmo 2,4 GHz zahrnuje standardy IEEE 802.11b, IEEE 802.11g, IEEE 802.11n a IEEE 802.11ax (Wi-Fi 6). V pásmu 2,4 GHz je definováno 14 kanálů, které jsou od sebe vzdáleny 5 MHz s výjimkou 12 MHz prostoru před kanálem 14. Při šířce pásma 20 MHz jsou tedy reálně využitelné jen 3 kanály (1, 6, 11); používání jiných kanálů vede k rušení, se kterým si účastnická zařízení nedokážou poradit na rozdíl od vysílání na témže kanále, kdy se o frekvenční pásmo dokáží podělit.
| Kanál | F0 (MHz) | Frekvenční rozsah (MHz) | Většina světa | Česko | Severní Amerika | Japonsko |
| ----- | -------- | ----------------------- | ------------- | ----- | --------------- | -------- |
| 01    | 2412     | 2401–2423               | Ano           | Ano   | Ano             | Ano      |
| 02    | 2417     | 2406–2428               | Ano           | Ano   | Ano             | Ano      |
| 03    | 2422     | 2411–2433               | Ano           | Ano   | Ano             | Ano      |
| 04    | 2427     | 2416–2438               | Ano           | Ano   | Ano             | Ano      |
| 05    | 2432     | 2421–2443               | Ano           | Ano   | Ano             | Ano      |
| 06    | 2437     | 2426–2448               | Ano           | Ano   | Ano             | Ano      |
| 07    | 2442     | 2431–2453               | Ano           | Ano   | Ano             | Ano      |
| 08    | 2447     | 2436–2458               | Ano           | Ano   | Ano             | Ano      |
| 09    | 2452     | 2441–2463               | Ano           | Ano   | Ano             | Ano      |
| 10    | 2457     | 2446–2468               | Ano           | Ano   | Ano             | Ano      |
| 11    | 2462     | 2451–2473               | Ano           | Ano   | Ano             | Ano      |
| 12    | 2467     | 2456–2478               | Ano           | Ano   | Ne              | Ano      |
| 13    | 2472     | 2461–2483               | Ano           | Ano   | Ne              | Ano      |
| 14    | 2484     | 2473–2495               | Ne            | Ne    | Ne              | Jen 11b  |

1. 1 2  V USA jsou kanály 12 a 13 povoleny jen s nízkým výkonem, ale kvůli riziku rušení se obvykle nepoužívají.
2. ↑  V Japonsku je 14. kanál povolen pouze pro 802.11b, při použití 802.11n povolen není.

### Pásmo 5 GHz
Pásmo 5 GHz zahrnuje standardy IEEE 802.11a, IEEE 802.11n, IEEE 802.11ac, IEEE 802.11ax, IEEE 802.11be. V pásmu 5 GHz je až 200 kanálů, ale nejsou všechny definovány. Číslo kanálu určuje střední frekvenci a šířku kanálu. Kanály s větší šířkou překrývají ty s menší šířkou, takže je k dispozici například 38 nepřekrývajících se kanálů o šířce 20 MHz. Pro některé frekvence nejsou menší (10 MHz) nebo větší šířky (40, 80 a 160 MHz) definovány, takže jsou k dispozici například jen tři nepřekrývající se kanály 160 MHz, ale nejsou pro ně využity všechny dostupné frekvence.
V USA připouští Federální komise pro komunikace (FCC) použití tzv. Unlicensed National Information Infrastructure pásma UNII-3/ISM od 5,725 až 5,850 GHz, kde může být výkon zařízení až 1 Watt. Zahrnuje kanály 149, 153, 157, 161 a 165, používá se především pro pokrytí větších venkovních území a Wi-Fi zařízení musí splňovat určené technické požadavky.
| Kanál | F0(MHz) | Frekvenční rozsah (MHz) | Šířka kanálu (MHz) | Poznámka                                                    | Poznámka |
| ----- | ------- | ----------------------- | ------------------ | ----------------------------------------------------------- | --- |
| 36    | 5180    | 5170–5190               | 20                 | Pouze uvnitř budov                                          | pásmo UNII-2 |
| 40    | 5200    | 5190–5210               | 20                 | Pouze uvnitř budov                                          | pásmo UNII-2 |
| 44    | 5220    | 5210–5230               | 20                 | Pouze uvnitř budov                                          | pásmo UNII-2 |
| 48    | 5240    | 5230–5250               | 20                 | Pouze uvnitř budov                                          | pásmo UNII-2 |
| 52    | 5260    | 5250–5270               | 20                 | Pouze uvnitř budov                                          | pásmo UNII-2 |
| 56    | 5280    | 5270–5290               | 20                 | Pouze uvnitř budov                                          | pásmo UNII-2 |
| 60    | 5300    | 5290–5310               | 20                 | Pouze uvnitř budov                                          | pásmo UNII-2 |
| 64    | 5320    | 5310–5330               | 20                 | Pouze uvnitř budov                                          | pásmo UNII-2 |
|       |         |                         |                    |                                                             | |
| 100   | 5500    | 5490–5510               | 20                 |                                                             | pásmo UNII-2C/extended od 5470 do 5725 MHz vyžaduje DFS+TPC (DFS = dynamická volba frekvence, TPC = řízení vysílacího výkonu) |
| 104   | 5520    | 5510–5530               | 20                 |                                                             | pásmo UNII-2C/extended od 5470 do 5725 MHz vyžaduje DFS+TPC (DFS = dynamická volba frekvence, TPC = řízení vysílacího výkonu) |
| 112   | 5560    | 5550–5570               | 20                 |                                                             | pásmo UNII-2C/extended od 5470 do 5725 MHz vyžaduje DFS+TPC (DFS = dynamická volba frekvence, TPC = řízení vysílacího výkonu) |
| 116   | 5580    | 5570–5590               | 20                 |                                                             | pásmo UNII-2C/extended od 5470 do 5725 MHz vyžaduje DFS+TPC (DFS = dynamická volba frekvence, TPC = řízení vysílacího výkonu) |
| 120   | 5600    | 5590–5610               | 20                 |                                                             | pásmo UNII-2C/extended od 5470 do 5725 MHz vyžaduje DFS+TPC (DFS = dynamická volba frekvence, TPC = řízení vysílacího výkonu) |
| 124   | 5620    | 5610–5630               | 20                 | možné rušení s meteoradarem 5630 MHz Brdy                   | pásmo UNII-2C/extended od 5470 do 5725 MHz vyžaduje DFS+TPC (DFS = dynamická volba frekvence, TPC = řízení vysílacího výkonu) |
| 128   | 5640    | 5630–5650               | 20                 | možné rušení s meteoradarem 5630 MHz Brdy a 5645 MHz Skalky | pásmo UNII-2C/extended od 5470 do 5725 MHz vyžaduje DFS+TPC (DFS = dynamická volba frekvence, TPC = řízení vysílacího výkonu) |
| 132   | 5660    | 5650–5670               | 20                 |                                                             | pásmo UNII-2C/extended od 5470 do 5725 MHz vyžaduje DFS+TPC (DFS = dynamická volba frekvence, TPC = řízení vysílacího výkonu) |
| 136   | 5680    | 5670–5690               | 20                 |                                                             | pásmo UNII-2C/extended od 5470 do 5725 MHz vyžaduje DFS+TPC (DFS = dynamická volba frekvence, TPC = řízení vysílacího výkonu) |
| 140   | 5700    | 5690–5710               | 20                 |                                                             | pásmo UNII-2C/extended od 5470 do 5725 MHz vyžaduje DFS+TPC (DFS = dynamická volba frekvence, TPC = řízení vysílacího výkonu) |

### Pásmo 6 GHz
Americká FCC alokovala téměř celé 6 GHz pásmo pro bezlicenční použití, primárně pro Wi-Fi. Jedná se o 1 200 MHz v rozsahu 5,925 až 7,125 GHz (pásma UNII-5, UNII-6, UNII-7 a UNII-8). Předpokladem pro toto rozhodnutí bylo, že většinu telefonních volání budou v budoucnosti zajišťovat Wi-Fi sítě (Voice over Wireless LAN, resp. VoWiFi). Standardy Wi-Fi 6E a Wi-Fi 7 podporují šířku kanálů 20, 40, 80, 160 a 320 MHz (v závislosti na zařízení a podmínkách).
Evropská unie (a v ČR oprávněním VO-R/12 od ČTÚ) na rozdíl od USA uvolnila pouze 480 MHz v rozsahu 5,945 až 6,425 GHz (v tabulce zeleně).
Čínský regulátor v roce 2023 oznámil, že pásmo 6,425 až 7,125 GHz přidělí mobilním operátorům stávajících 5G a budoucích 6G sítí, což by západní provozovatele mobilních sítí znevýhodnilo.
| 320 MHz blok  | 160 MHz blok  | 80 MHz blok | Kanál | Středová frekvence (MHz) | Regulace |
| ------------- | ------------- | ----------- | ----- | ------------------------ | -------- |
| 1 (5955–6275) | 1 (5955–6115) | 1           | 1     | 5955                     | EU/USA   |
| 1 (5955–6275) | 1 (5955–6115) | 1           | 2     | 5975                     | EU/USA   |
| 1 (5955–6275) | 1 (5955–6115) | 1           | 3     | 5995                     | EU/USA   |
| 1 (5955–6275) | 1 (5955–6115) | 1           | 4     | 6015                     | EU/USA   |
| 1 (5955–6275) | 1 (5955–6115) | 2           | 5     | 6035                     | EU/USA   |
| 1 (5955–6275) | 1 (5955–6115) | 2           | 6     | 6055                     | EU/USA   |
| 1 (5955–6275) | 1 (5955–6115) | 2           | 7     | 6075                     | EU/USA   |
| 1 (5955–6275) | 1 (5955–6115) | 2           | 8     | 6095                     | EU/USA   |
| 1 (5955–6275) | 2 (6115–6275) | 3           | 9     | 6115                     | EU/USA   |
| 1 (5955–6275) | 2 (6115–6275) | 3           | 10    | 6135                     | EU/USA   |
| 1 (5955–6275) | 2 (6115–6275) | 3           | 11    | 6155                     | EU/USA   |
| 1 (5955–6275) | 2 (6115–6275) | 3           | 12    | 6175                     | EU/USA   |
| 1 (5955–6275) | 2 (6115–6275) | 4           | 13    | 6195                     | EU/USA   |
| 1 (5955–6275) | 2 (6115–6275) | 4           | 14    | 6215                     | EU/USA   |
| 1 (5955–6275) | 2 (6115–6275) | 4           | 15    | 6235                     | EU/USA   |
| 1 (5955–6275) | 2 (6115–6275) | 4           | 16    | 6255                     | EU/USA   |

Legenda pozadí:
- Zelená – Pásmo dostupné v EU i USA

### Pásmo 60 GHz
Pásmo 60 GHz je používáno pro ultra-vysokorychlostní bezdrátovou komunikaci na krátkou vzdálenost. Nejznámější technologie v tomto pásmu je WiGig, definovaná standardy IEEE 802.11ad (první generace, pouze 4 kanály o šířce 2,16 GHz, propustnost až ~7 Gbps) a IEEE 802.11ay (druhá generace, až 176 Gbps s agregací 2 až 4 kanálů pro MIMO). Pro pásmo je uvolněno 9 GHz v rozsahu 57 až 64 GHz (celosvětově), v EU 57 až 66 GHz, v USA a dalších vybraných zemích 57 až 71 GHz.
Na základě oprávnění ČTÚ č. VO-R/23/08.2017-6 je pro spoje nutné provést bezplatnou registraci na adrese https://rlan.ctu.cz/.
| Kanál | Středová frekvence (GHz) | Frekvenční rozsah (GHz) | Regulace                |
| ----- | ------------------------ | ----------------------- | ----------------------- |
| 1     | 58.32                    | 57.24–59.40             | Celosvětově             |
| 2     | 60.48                    | 59.40–61.56             | Celosvětově             |
| 3     | 62.64                    | 61.56–63.72             | Celosvětově             |
| 4     | 64.80                    | 63.72–65.88             | USA, EU + další regiony |
| 5     | 66.96                    | 65.88–68.04             | Pouze USA               |
| 6     | 69.12                    | 68.04–70.20             | Pouze USA               |

### Další frekvence pro datové přenosy
Pro datové přenosy (fixní mikrovlnné spoje) jsou uvolněna pásma 10 až 17 GHz, ale není zde definován žádný Wi-Fi standard a není dovoleno ani (bezplatné) veřejné využití. Za využití těchto frekvencí je nutné platit za frekvenční licenci od národního operátora (v ČR je to ČTÚ). Pro amatérské licencované datové přenosy je určeno také pásmo 24 GHz.